# 니드호그 (비디오 게임)
《니드호그》(영어: Nidhogg)는 Mark "Messhof" Essen이 만든 횡스크롤 격투 게임이다. 게이머는 1980년대 게임기를 떠오르게 하는 화소 그래픽 화면에서 칼싸움을 벌인다. 원래 뉴욕 대학교 게임센터의 연례 멀티플레이어 쇼에서 주문했던 게임이나, 개발자가 발표를 연기하고 그 뒤로 4년간의 개인 단위 데모와 개정을 거쳐 정식으로 상업 발매하였다. 2013년 게임 디자인 상과 2011년 인디펜던트 게임 페스티벌 누오보 상을 받았다. 2014년 1월 13일에 마이크로소프트 윈도우판이 발매되었고, 이후 맥 OS X, 플레이스테이션 4, 플레이스테이션 비타으로 포팅되었다. 비평가들은 게임플레이의 타격감과 밸런스를 고평가했으나, 싱글플레이 모드는 불만족스럽다고 평했다. 일부는 온라인 멀티플레이어 코드에서 기술적 문제를 발견하기도 했다.

## 게임플레이

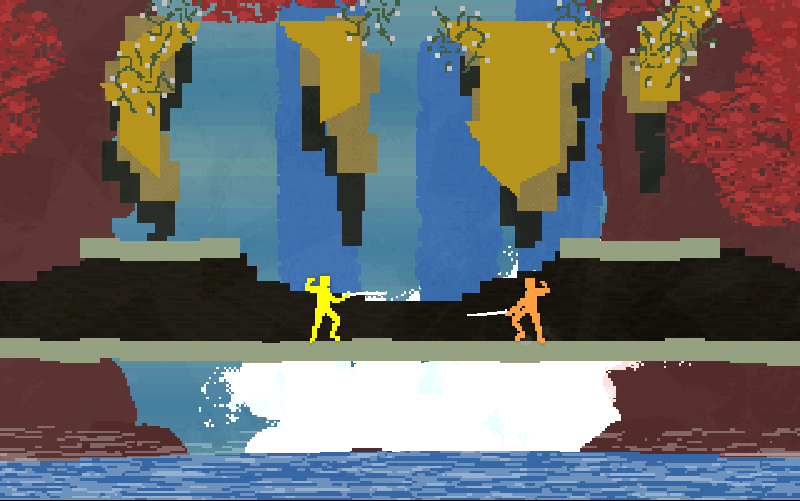

《니드호그》는 2인 격투 게임으로, 2명의 게이머가 횡스크롤 환경에서 칼싸움을 한다. 게이머는 조작에 따라 달리기, 뜀뛰기, 슬라이딩, 칼 집어 던지기, 주먹질, 날아차기, 벽 기어오르기, 땅바닥 기기 등 다채로운 동작을 할 수 있다. 칼은 상, 중, 하 세 단계의 높이로 들 수 있으며, 칼의 높이를 바꾸면서 상대방의 칼을 치면 상대방의 칼을 떨어뜨릴 수 있다. 게이머는 상대방을 죽이면 우선권을 얻고, 이에 따라 상대방이 리스폰할 때까지 상대방 화면 방향으로 달려갈 수 있다. 상대방 화면 방향으로 계속 달려가서 먼저 끝에 닿는 게이머가 승리하게 되고, 승리한 게이머의 캐릭터는 니드호그에게 잡아먹히게 된다.
《니드호그》에는 싱글플레이어, 로컬 멀티플레이어, 온라인 멀티플레이어 모드, 토너먼트 모드가 있다. 키보드 한 개를 나눠 플레이할 수 있으며, 게임의 단순하고 원색적인 화소 그래픽 스타일은 마치 1980년대 게임기의 그것을 떠오르게 한다.

## 개발 과정
본 게임은 인디 개발자 마크 "메스호프" 에센(Mark "Messhof" Essen)이 4년에 걸쳐 만들었다. 뉴욕 대학교 게임센터의 첫 번째 무분별 연례 멀티플레이어 쇼에서 개발을 주문했었다. 2010년 4월 처음 공개되었을 때의 제목은 《레이징 하드론》(Raging Hadron)이었는데, 메스호프는 정식 발매를 계획하고 이 주문을 미루었다. 나중에는 노르드 신화에 나오는 괴물 뱀 니드호그의 이름을 따서 게임 제목을 《니드호그》로 바꾸었다. 메스호프 혼자서 게임을 개발하면서 동시에 다른 프로젝트도 진행하고 대학원 수업에 참여하며 남부 캘리포니아 대학교에서 강사 일도 했기 때문에 게임 개발은 상당히 지지부진했다. 그러다 크리스티 노린드(Kristy Norindr)가 합류하여 인디 스튜디오를 만들고 사업 부문을 총괄해 주면서 진행에 탄력이 붙었다. 노린드는 메테오 게임즈의 프로젝트 매니저 및 남부 캘리포니아 대학교 게임혁신연구실 연구 매니저를 지난 경력이 있다. 그녀는 게임에 삽입할 음악을 만들 작곡가를 물색했고, 마침 다에델루스의 고등학교 동창과 친구였기 때문에 그를 통해 다리를 놓았다. 메스호프는 게이머의 컨트롤로 게임의 긴장을 유지하면서 음악이 액션을 향상시켜주는 효과를 원했다. 그는 다에델루스를 작곡가로 고용할 수 있었던 것에 기뻐했다. 또한 메스호프는 과거 자신의 학생이었던 이의 도움을 받아 게임의 넷코드를 완성했다. 그에 따르면 이것은 e스포츠로 발전할 가능성 등 게임의 미래와 관련되어 있기에 아주 필수적이었다. 그는 개발 기간 내내 프로그래밍과 격투게임 구조에 관해 자료를 탐독했고, 이것이 게임 개발 과정에 있어 중요한 역할을 했다고 자평했다. 이 게임은 그의 첫 네트워크 멀티플레이어 게임이다.

## 평가
| 평가 |        |
| --- | ------ |
| 통합 점수 통합사 점수 메타크리틱 81/100 [ 11 ] 평론 점수 평론사 점수 디스트럭토이드 90% [ 12 ] 에지 9/10 [ 13 ] 유로게이머 9/10 [ 3 ] 게임 인포머 7.5/10 [ 5 ] 게임 레볼루션 70% [ 14 ] 게임즈마스터 90% 게임즈TM 80% [ 15 ] IGN 9/10 [ 16 ] OPM (UK) 9/10 PC 게이머 (UK) 93% [ 17 ] 폴리곤 8/10 [ 8 ] VideoGamer.com 90% [ 18 ] |        |
| 통합 점수 |        |
| 통합사 | 점수   |
| 메타크리틱 | 81/100 |
| 평론 점수 |        |
| 평론사 | 점수   |
| 디스트럭토이드 | 90%    |
| 에지 | 9/10   |
| 유로게이머 | 9/10   |
| 게임 인포머 | 7.5/10 |
| 게임 레볼루션 | 70%    |
| 게임즈마스터 | 90%    |
| 게임즈TM | 80%    |
| IGN | 9/10   |
| OPM (UK) | 9/10   |
| PC 게이머 (UK) | 93%    |
| 폴리곤 | 8/10   |
| VideoGamer.com | 90%    |

## 디폴트 조작키

| 기능          | 왼쪽 플레이어          | 오른쪽 플레이어        |
| ------------- | ---------------------- | ---------------------- |
| 왼쪽 이동     | A                      | ←                      |
| 오른쪽 이동   | D                      | →                      |
| 칼 위로       | W                      | ↑                      |
| 칼 아래로     | D                      | ↓                      |
| 공격          | F                      | N                      |
| 뛰기          | G                      | M                      |
| 달리기        | 이동 누르고 유지       | 이동 누르고 유지       |
| 칼 치켜들기   | 위로 누르고 유지       | 위로 누르고 유지       |
| 웅크리기      | 아래로 누르고 유지     | 아래로 누르고 유지     |
| 기어가기      | 웅크린 채로 이동       | 웅크린 채로 이동       |
| 굴러가기      | 달리던 도중에 웅크리기 | 달리던 도중에 웅크리기 |
| 날아차기      | 뛴 채로 공격           | 뛴 채로 공격           |
| 칼 집어던지기 | 칼 치켜들고 공격       | 칼 치켜들고 공격       |
| 다리 걸기     | 웅크린 채로 공격       | 웅크린 채로 공격       |
| 칼 줍기       | 칼 위에서 아래로       | 칼 위에서 아래로       |